# Весёлая Жизнь (Краснодарский край)
Весёлая Жизнь — хутор в Павловском районе Краснодарского края.
Входит в состав Павловского сельского поселения.

## География
Хутор расположен в 22 км севернее районного центра — станицы Павловской. Через хутор проходит автотрасса М4 («Дон»).

## Население
| 2002 | 2010 |
| ---- | ---- |
| 409  | ↘367 |

## Улицы
- ул. Северная
- ул. Южная

## Хутор в культуре
На обложке альбома «Весёлая жизнь» группы «Умка и Броневик» изображён дорожный указатель с названием хутора.
Дорожный указатель с названием хутора также фигурирует в видеоклипе группы Rotoff «Глаза странного цвета».
Упоминается в выпуске сериала "Тест на отцовство".
Упоминается в песне Anacondaz "Поезда".
Выездной дорожный указатель с названием хутора используется в логотипе одноименной стендап-программы комика Данилы Поперечного.